# Nastasia Nichitov-Ionescu
Nastasia Nichitov-Ionescu, née le 5 mars 1954 à Maliuc, est une kayakiste roumaine. 

## Carrière
Nastasia Nichitov-Ionescu participe aux Jeux olympiques de 1984 à Los Angeles et remporte la médaille d'or en K-4 500 m.